# 대한민국 제19대 대통령 선거 바른정당 후보 경선
바른정당 제19대 대통령 후보 경선은 대한민국 제19대 대통령 선거를 위해 바른정당의 대통령 후보를 선출하는 절차를 말한다. 2017년 3월 28일 유승민 의원이 바른정당의 대통령 후보로 확정되었다.

## 일정
- 3월 13일 ~ 3월 17일 : 후보 등록
- 3월 19일 : 호남 정책토론회(호남권 국민정책평가단 투표)
- 3월 21일 : 영남 정책토론회(영남권 국민정책평가단 투표)
- 3월 23일 : 충청강원 정책토론회(호남강원 국민정책평가단 투표)
- 3월 24일 : 수도권 정책토론회(수도권 국민정책평가단 투표)
- 3월 25일 ~ 3월 26일 : 일반국민 여론조사
- 3월 26일 ~ 3월 27일 : 당원 온라인투표
- 3월 28일 : 대통령 후보자 선출 대회

## 후보자
2017년 1월 25일, 남경필 경기도지사는 바른정당에서 첫 번째로 대선 출마 선언을 했다. 뒤이어 유승민 의원이 26일 대선 출마 선언을 했다. 후보로 거론되던 오세훈 전 서울특별시장, 김무성 의원, 원희룡 제주도지사는 모두 불출마를 선언하였으며, 영입설이 제기되던 반기문 전 국제연합 사무총장 역시 불출마하여 경선은 양자 구도로 진행되게 되었다.
| 대한민국 제19대 대통령 선거 바른정당 경선 후보 | 대한민국 제19대 대통령 선거 바른정당 경선 후보 | 대한민국 제19대 대통령 선거 바른정당 경선 후보 | 대한민국 제19대 대통령 선거 바른정당 경선 후보 | 대한민국 제19대 대통령 선거 바른정당 경선 후보 |
| 기호                                           | 이름                                           | 생년                                           | 경력                                           | 비고                                           |
| ---------------------------------------------- | ---------------------------------------------- | ---------------------------------------------- | ---------------------------------------------- | ---------------------------------------------- |
| 1                                              | 유승민                                         | 1958년                                         | 제17·18·19·20대 국회의원 前 새누리당 원내대표  | 최종 후보 선출                                 |
| 2                                              | 남경필                                         | 1965년                                         | 제34대 경기도지사 제15·16·17·18·19대 국회의원  |                                                |

## 경과
2017년 3월 2일 바른정당 경선관리위원회는 지역, 연령, 계층, 직업을 고려한 국민정책평가단 4000여명을 모집해 호남, 영남, 충청강원, 수도권으로 나누어 정책토론회를 펼치고, 국민정책평가단 투표 40%, 당원투표 30%, 일반국민 여론조사 30%를 반영하는 대통령 후보 선출 경선 규칙을 확정했다.
바른정당은 2017년 3월 16일부터 3월 17일까지 대통령 선거 예비후보 등록을 진행하였다. 최종적으로 유승민 의원과 남경필 경기도지사가 입후보하여 2파전이 되었다. 이후 후보토론회 일정을 개시하여, 3월 18일 광주에서 호남권 토론회, 3월 21일에는 부산에서 영남권 토론회를 개최하였다. 3월 23일에는 대전에서 충청·강원권 토론회를, 3월 25일에는 서울에서 수도권 토론회를 진행하였다. 호남권 토론회와 수도권 토론회는 각각 광주MBC와 KBS가 텔레비전 녹화·생중계를 진행하였다. 이후 2017년 3월 28일, 바른정당은 국민정책평가단 전화면접투표 40%, 전당원 투표 30%, 일반국민 여론조사 30%를 반영한 경선 투표 결과, 유승민 바른정당 상임고문이 36,593표 (62.9%)를 차지해 남경필 경기도지사 (21,625표, 37.1%)를 누르고 대한민국 제19대 대통령 선거 후보에 선출되었다. 유승민 후보는 수락연설에서 "새로운 보수의 희망이 되겠다"면서 "보수의 재건을 바라는 국민의 여망을 모아 이번 대통령선거에서 당당하게 국민의 선택을 받겠다"고 밝혔다.
그러나 유승민 후보의 낮은 지지율은 다른 후보들과의 단일화를 고려해야 할 상황을 만들었다. 국민의당인 안철수 후보의 연대 가능성에 대해서 유승민 후보는 국민의당은 미국의 사드(THAAD, 고고도 미사일 방어 체계) 도입에 대한 반대 입장을 당론으로 정해두고 있는 등 안보관이 바른정당과 다른 부분이 많아 연대가 어렵다는 입장을 밝혔고 반면 안철수 후보는 유승민 후보가 박근혜 정부를 출범시킨 것에 대해 역할을 했다고 보고 이런 역할을 한 사람은 책임을 지어야 한다는 입장을 밝혔다.
조건 없이 자유한국당과 연대하여 보수 우파 진영을 지켜야 한다고 본 홍준표 자유한국당 후보에 대해서 유승민 후보는 불법 정치 자금 수수 혐의로 대법원 판결을 앞둔 홍준표 후보는 대선 후보로서의 자격이 없다며 자유한국당과의 연대는 없다는 입장을 밝혔다. 낮은 지지율로 대선을 완주할 경우 유승민 후보와 바른정당 모두에게 타격이 될 수 있다는 점에서 이종구 등 바른정당 의원들은 유승민 후보의 사퇴를 고려해야 한다는 입장을 밝혔다. 유승민 후보는 이에 대해 자신의 대통령 후보 사퇴는 없다고 밝혔다.

## 결과
|                         | 유승민 | 남경필 | 합 계  |
| ----------------------- | ------ | ------ | ------ |
| 호남 국민정책평가단     | 183    | 107    | 290    |
| 영남 국민정책평가단     | 446    | 242    | 688    |
| 충청강원 국민정책평가단 | 201    | 155    | 356    |
| 수도권 국민정책평가단   | 777    | 578    | 1355   |
| 당원 선거인단(30%)      | 11,673 | 5,792  | 17,465 |
| 일반국민 여론조사(30%)  | 63%    | 37%    |        |
| 총합                    | 36,593 | 21,625 | 58,218 |

2017년 3월 28일 대한민국 제19대 대통령 선거 바른정당 후보로 유승민 후보가 확정되었다.

## 같이 보기
- 대한민국 제19대 대통령 선거
- 대한민국 제19대 대통령 선거 더불어민주당 후보 경선
- 대한민국 제19대 대통령 선거 자유한국당 후보 경선
- 대한민국 제19대 대통령 선거 국민의당 후보 경선
- 대한민국 제19대 대통령 선거 정의당 후보 경선